# 底抜けシンデレラ野郎

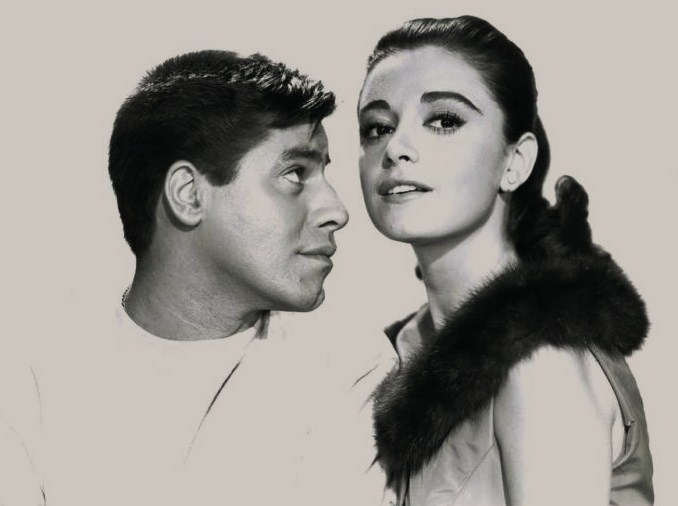
ジェリー・ルイスとアンナ・マリア・アルバゲッティ

底抜けシンデレラ野郎（そこぬけシンデレラやろう、en:Cinderfella）は、1960年に公開されたアメリカ合衆国のミュージカル・コメディ映画。
古典的な『シンデレラ』の改作。ほとんどの登場人物の性別が変更されている。主演ジェリー・ルイス。1960年11月12日パラマウント・ピクチャーズによって公開された。

## キャスト
| 役名           | 俳優                           | 日本語吹替                           |
| 役名           | 俳優                           | 東京12ch版                           |
| -------------- | ------------------------------ | ------------------------------------ |
| フェラ         | ジェリー・ルイス               | 肝付兼太                             |
| 名付け親の妖精 | エド・ウィン                   | 雨森雅司                             |
| 継母           | ジュディス・アンダーソン       | 島美弥子                             |
| マクシミリアン | ヘンリー・シルヴァ             | 徳丸完                               |
| ルバート       | ロバート・ハットン             | 木原正二郎                           |
| 王女           | アンナ・マリア・アルバゲッティ | 杉山佳寿子                           |
| 不明 その他    |                                | 西村知道                             |
|                |                                |                                      |
| 演出           | 演出                           | 伊達渉                               |
| 翻訳           | 翻訳                           | 宝輪京子                             |
| 効果           |                                |                                      |
| 調整           |                                |                                      |
| 制作           | 制作                           | 東北新社                             |
| 解説           |                                |                                      |
| 初回放送       | 初回放送                       | 1976年4月23日 『お昼のロードショー』 |